# Хацкевич, Евгения Владимировна
Евгения Владимировна Хацкевич (род. 29 июня 1993, Жамбыл) — казахстанская футболистка.

## Клубная карьера
Начала заниматься футболом в 11-летнем возрасте в своём родном городе Таразе. В футбол начала играть в 2005 году в «Таразе». В 2011 году Хацкевич перешла в «Шахтёр-КарГУ». В 2015 году Хацкевич отыграла один сезон в «Кокше». С 2016 года является игроком «Астаны».

## Карьера в сборной
2 июня 2016 года Хацкевич дебютировала в сборной, сыграв матч против сборной Израиля (1:0).

## Личная жизнь
С 2012 года учится на отделении физкультуры и спорта Карагандинского университета.